# Shannon (cantora)
Shannon Brenda Greene, mais conhecida simplesmente como Shannon, é uma cantora americana de freestyle e dance-pop. 
Shannon é conhecida principalmente pelo seu single "Let the Music Play", que chegou a posição nº 1 na Billboard Hot Dance Music/Club Play e à nº 8 na Billboard Hot 100. Essa canção ajudou a redefinir o som electro-funk e freestyle.

## Discografia

### Álbuns de estúdio
- 1984: "Let the Music Play"
- 1985: "Do You Wanna Get Away"
- 1986: "Love Goes All the Way"
- 2000: "The Best Is Yet to Come"
- 2007: "A Beauty Returns"